# Подземный пешеходный переход

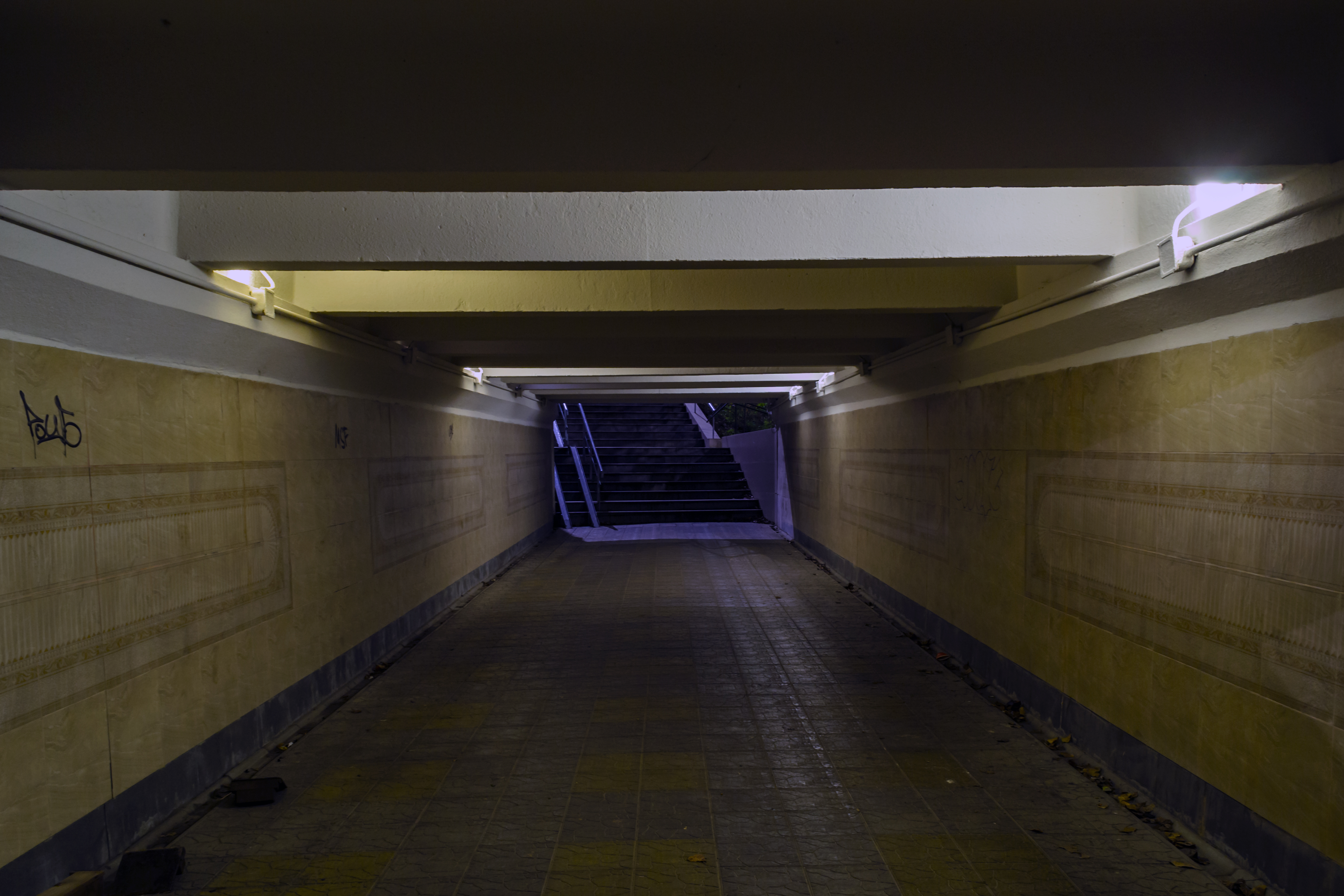
Подземный пешеходный под транспортной развязкой у Канавинского моста в Нижнем Новгороде

Подземный пешеходный переход — дорожное сооружение общего пользования, состоящее из тоннеля под проезжей частью, железной дорогой или рекой.

## Описание

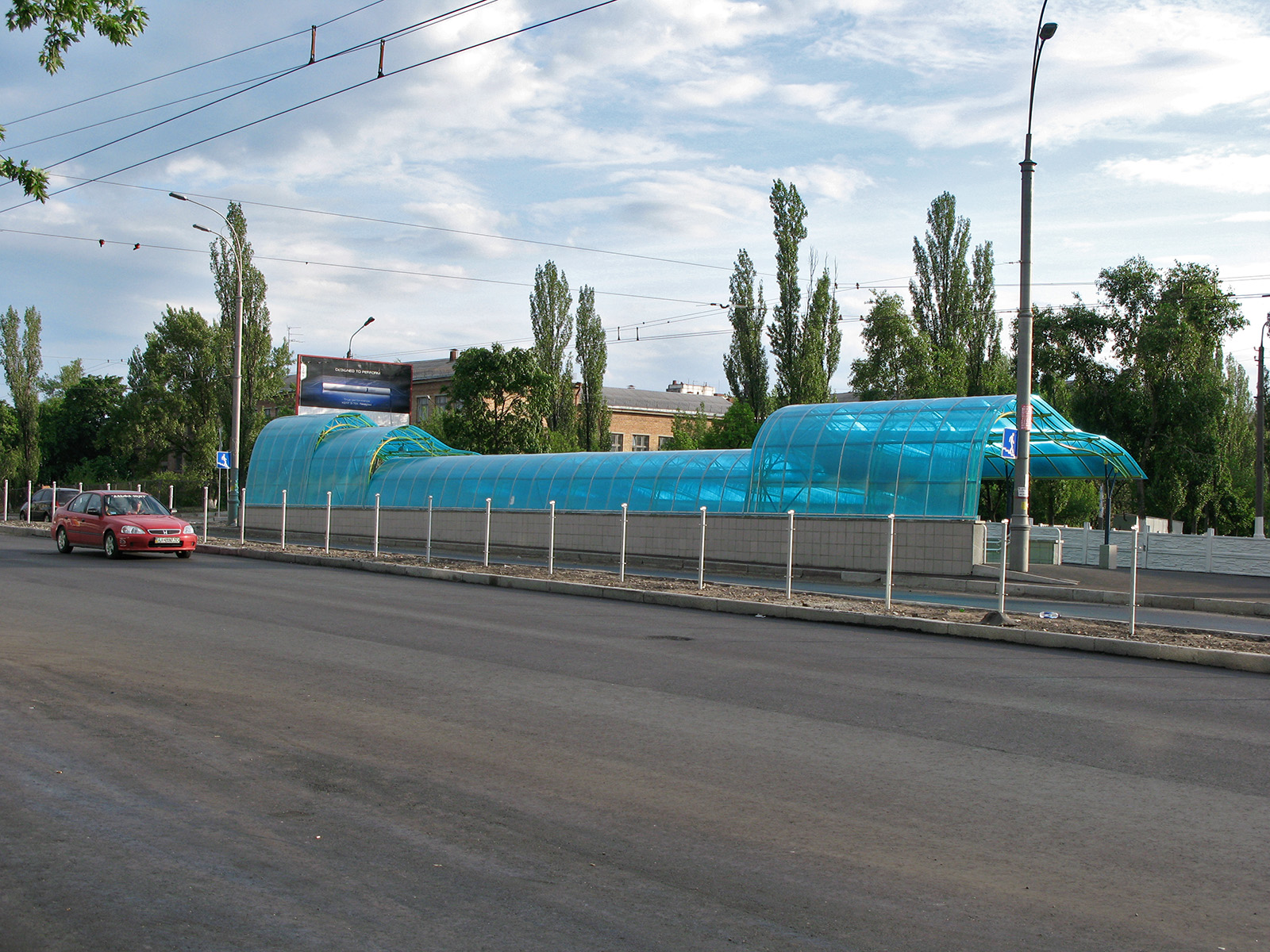
подземный переход в Киеве

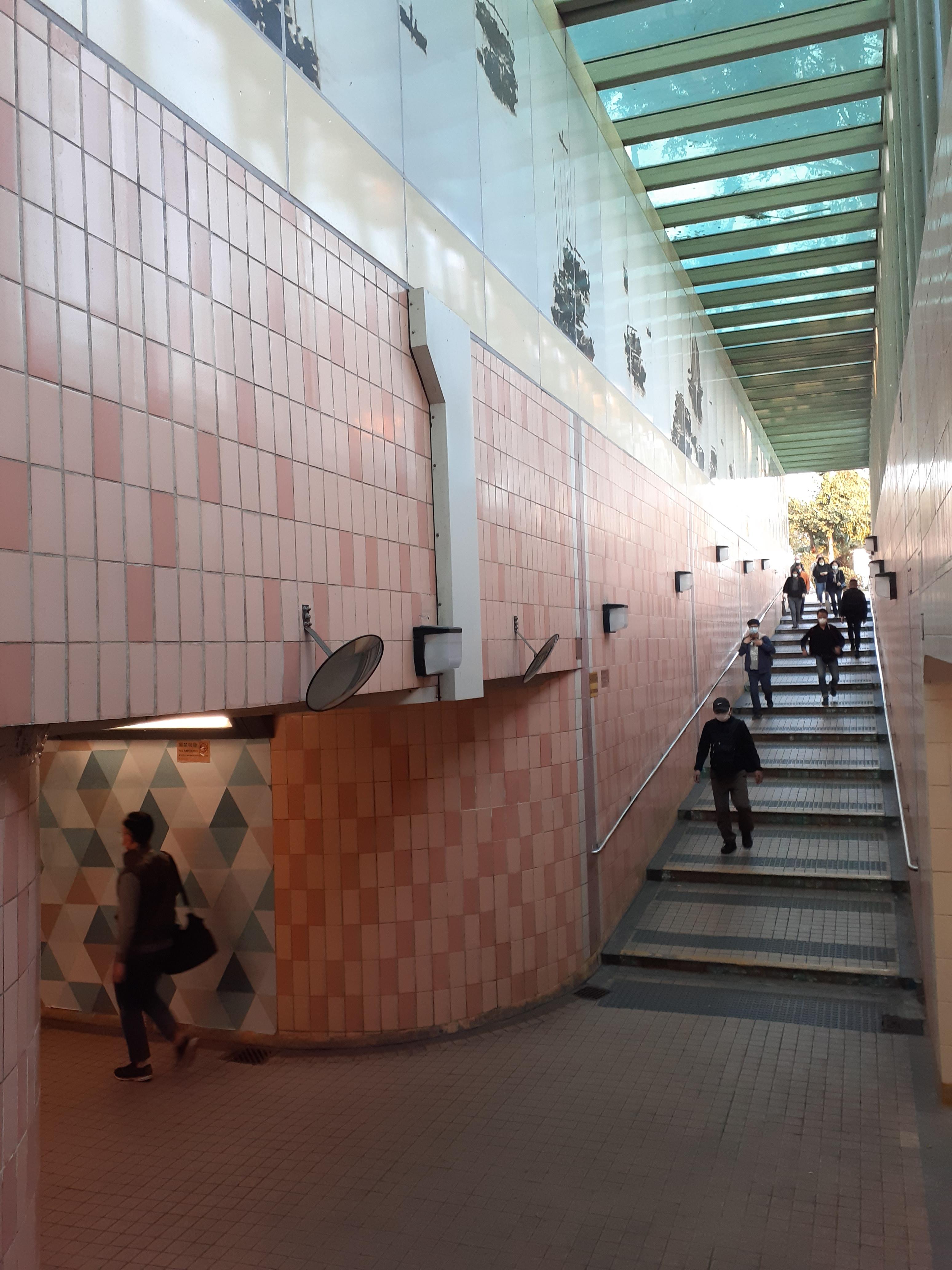
подземный пешеходный переход в Гонконге

Первый известный подземный переход для пешеходов был построен ещё в Вавилоне в 2180 до нашей эры под рекой Евфрат. Первые несколько подземных переходов в Москве построены в 1959 году.
В Советском Союзе подземные пешеходные переходы имели функциональное значение, а после распада СССР в них стали появляться рекламные щиты, строиться магазины. Некоторые особенно крупные подземные переходы даже были преобразованы в торговые центры, ярким примером которого является ТЦ «Охотный ряд» в Москве. Входы в такие подземные пешеходные переходы обычно закрываются на ночь.
По требованию статьи 90 Земельного кодекса РФ «Землями транспорта» признаются земли, которые используются или предназначены для обеспечения деятельности и эксплуатации объектов автомобильного транспорта.
По требованию пункта 3 статьи 3 Федерального закона от 08.11.2007 № 257-ФЗ «Об автомобильных дорогах и дорожной деятельности в Российской Федерации» — пешеходный туннель является искусственным дорожным сооружением.

## Государственный надзор и требования

Дорожный знак 6.6 «Подземный пешеходный переход»

Государственный надзор по требованию статьи 13.1 Федерального закона от 08.11.2007 № 257 «Об автомобильных дорогах» и пункта 11 Положения о ГИБДД МВД РФ, утвержденным Указом Президента РФ от 15 июня 1998 года № 711 — возложен на территориальные отделы Госавтоинспекции. Принимая меры по статье 12.34 КоАП.
Муниципальный контроль за надлежащим содержанием не жилых объектов объектов и сооружений, возложен на Административные комиссии муниципальных образований, на основании Закона субъекта Об административных правонарушений.   
По требованию ПДД правил дорожного движения, подземный пешеходный переход должен быть оборудован информационным дорожным знаком 6.6
В России: по требованию национального стандарта таблицы № 10 ГОСТ Р 52766-2007 «Дороги автомобильные общего пользования. Элементы обустройства. Общие требования» — средняя горизонтальная освещённость подземного пешеходного перехода должна иметь: днем 100 лк., вечером и ночью 50 лк., лестницы 20 лк.
В СНГ: по требованию межгосударственного стандарта статьи 10 ГОСТ 33180-2014 «Дороги автомобильные общего пользования. Требования к уровню летнего содержания» – состояние тоннелей, галерей и пешеходных переходов должно соответствовать таблице № 5, по которой не допускается: Загрязнение и повреждение покрытия стен подземных переходов, мусор и другие повреждения, а также неисправность системы водоотвода, освещения и пожаротушения, повреждения перил и лестничных сходов.
В СНГ: по требованию межгосударственного стандарта 6.1.21 и 6.1.22 ГОСТ 32944-2014 «Дороги автомобильные общего пользования. Пешеходные переходы. Классификация. Общие требования» – Подземные пешеходные переходы должны иметь трёхуровневое освещение: В подземных пешеходных переходах освещенность пути движения пешеходов на уровне пола должна приниматься в дневном режиме - не менее 50 лк; в вечернем режиме – не менее 20 лк; в ночном режиме - не менее 10 лк. Освещенность лестничных сходов и пути движения пешеходов на уровне пола надземного пешеходного перехода должна предусматриваться: в вечернем режиме - не менее 15 лк;  в ночном - не менее 10 лк.